# Smelt Brook (dopływ East River of Pictou)
Smelt Brook – strumień (brook) w kanadyjskiej prowincji Nowa Szkocja, w hrabstwie Pictou, płynący w kierunku zachodnim i uchodzący do East River of Pictou; nazwa urzędowo zatwierdzona 26 marca 1976.